# روزی دیگر بمیر
روزی دیگر بمیر (به انگلیسی: Die Another Day) فیلمی در ژانر جاسوسی و عنوان بیستمین قسمت از مجموعه فیلم‌های جیمز باند است که لی تاماهوری کارگردانی آن را به عهده داشته و پیرس برازنان، برای چهارمین بار در نقش مأمور سرویس اطلاعات مخفی جیمز باند، ظاهر شده‌است. هلی بری نیز در این فیلم حضور دارد. این فیلم، در نوامبر سال ۲۰۰۲ اکران شد.

## داستان
مامور ام‌آی۶، جیمز باند، به یک پایگاه نظامی کره شمالی نفوذ می‌کند که در آن سرهنگ تان-سان مون سلاح‌هایی را با الماس‌های جنگی آفریقایی مبادله می‌کند. پس از اینکه دست راست مون، زاُ، از هویت واقعی باند مطلع می‌شود، مون تلاش می‌کند او را بکشد و تعقیب و گریز با هورکرافت آغاز می‌شود که با سقوط هورکرافت مون از آبشار به پایان می‌رسد. باند توسط سربازان کره شمالی دستگیر و نزد ژنرال مون، پدر سرهنگ، زندانی و شکنجه می‌شود. پس از چهارده ماه اسارت و شکنجه، در مبادله زندانیان در «پل بی‌برگشت» آزاد می‌شود اما تحت تأیید M وضعیت مأمور ۰۰ خود را به علت احتمال لو دادن اطلاعات به کره شمالی تعلیق شده می‌بیند. باند به این باور می‌رسد که توسط یک جاسوس دوگانه در دولت بریتانیا به دام افتاده است.
او از کنترل ام‌آی۶ فرار کرده و در هنگ‌کنگ به کمک چانگ، مأمور چینی و همکار قدیمی‌اش، متوجه می‌شود که زاُ به کوبا رفته است. در هاوانا، باند با مأمور NSA جینکس جانسون ملاقات می‌کند و همراه او به کلینیک ژن‌درمانی می‌رود که در آن ظاهر بیماران با بازسازی DNA تغییر می‌کند. جینکس دکتر آلوارز، رهبر کلینیک را می‌کشد و باند زاُ را در کلینیک پیدا و درگیری می‌کند. زاُ فرار می‌کند و گردنبندی به جا می‌گذارد که باند را به الماس‌های جنگی متعلق به شرکت میلیاردر بریتانیایی گوستاو گریوز هدایت می‌کند.
در باشگاه بلیدز لندن، باند با گریوز و دستیارش میراندا فراست، مأمور مخفی ام‌آی۶، دیدار می‌کند. پس از یک مسابقه شمشیربازی که به نبردی تن به تن تبدیل می‌شود، گریوز باند را به کاخ یخی‌اش در ایسلند دعوت می‌کند. M وضعیت دوبل ۰۰ باند را بازمی‌گرداند و کیو خودروی آستون‌مارتین V12 Vanquish مجهز به استتار فعال را به او تحویل می‌دهد.
در ایسلند، گریوز ماهواره آیکاروس را معرفی می‌کند؛ دستگاهی که انرژی خورشید را روی منطقه کوچکی متمرکز کرده و امکان کشاورزی در تمام سال را فراهم می‌کند. فراست باند را اغوا می‌کند و جینکس به مرکز فرماندهی گریوز نفوذ می‌کند اما اسیر می‌شود. باند او را نجات می‌دهد و متوجه می‌شود گریوز در واقع همان سرهنگ مون است که با استفاده از ژن‌درمانی چهره‌اش را تغییر داده و ثروت خود را از تجارت الماس‌های جنگی به دست آورده است.
در تعقیب گریوز و فراست به شبه‌جزیره کره، باند و جینکس وارد هواپیمای باری آن-124 می‌شوند. گریوز به پدرش هویت واقعی خود و هدف ماهواره آیکاروس را فاش می‌کند: ایجاد راهی از نور متمرکز از طریق منطقه غیرنظامی شده کره برای تسهیل حمله نظامی کره شمالی به کره جنوبی و اتحاد شبه‌جزیره. ژنرال مون با این نقشه مخالف است اما گریوز او را می‌کشد.
در درگیری داخل هواپیما، گلوله باعث آسیب به بدنه و کاهش ارتفاع سریع می‌شود. باند و گریوز به زد و خورد می‌پردازند و جینکس تلاش می‌کند کنترل هواپیما را به دست گیرد. فراست جینکس را در مبارزه شمشیربازی تهدید می‌کند اما در نهایت توسط جینکس کشته می‌شود. گریوز با چتر نجات قصد فرار دارد اما باند چتر را باز می‌کند و گریوز را به داخل موتور هواپیما می‌کشد که باعث از کار افتادن ماهواره آیکاروس می‌شود.
باند و جینکس از هواپیمای در حال فروپاشی با هلی‌کوپتر فرار می‌کنند و الماس‌های گریوز را با خود می‌برند. در پایان، آن‌ها شبی رمانتیک را در معبد بودایی می‌گذرانند.

## بودجه و فروش
روزی دیگر بمیر ۴۳۲ میلیون دلار در سراسر جهان فروش کرد در حالی که ۱۴۲ میلیون دلار بودجه ساخت آن بوده‌است.

## آخرین حضور پیرس برازنان در نقش جیمز باند
برازنان پس از این فیلم، از حضور در فیلم‌های آتی جیمزباند کناره‌گیری کرد و سازندگان سری فیلم‌های جیمزباند را به مشکل انداخت. آن‌ها پس از درخواست‌های مکرر برای بازگشت برازان و عدم پذیرفتن این نقش، به دنبال بازیگری برای جایگزین او شدند و سرانجام دنیل کریگ برای ایفای نقش در فیلم کازینو رویال انتخاب شد که به دلیل نزدیک نبودن چهره و فیزیک او به شخصیت جیمزباند، موجب خشم طرفداران این مجموعه شد. هر چند اکران کازینو رویال به همه این مخالفت‌ها پایان داد؛ زیرا کریگ از عهده نقش باند به خوبی برآمده بود. همسر برازنان بعداً اعلام کرد که شوهرش پس از کناره‌گیری از این نقش، مدت زیادی افسرده شده بود. برازنان پس از روزی دیگر بمیر، تاکنون در فیلم چندان شاخصی بازی نکرده‌است.